# Leopold von Clary und Aldringen

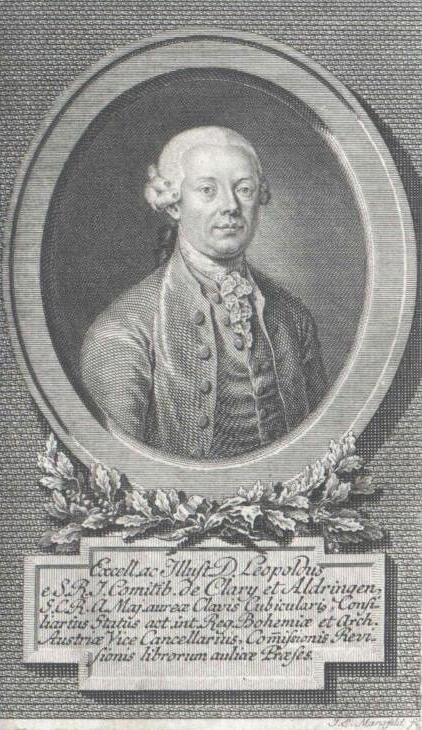
Leopold von Clary und Aldringen

Graf Leopold Kaspar von Clary und Aldringen (* 2. Januar 1736 in Prager Kleinseite in Prag; † 23. November 1800 in Wien) war ein böhmisch-österreichischer Justizminister.

## Leben
Leopold von Clary und Aldringen war der Sohn von Graf Caspar Franz Oswald von Clary und Aldringen (* 3. September 1707 in Teplitz; † 28. April 1735 in Dobritschan), Kammerherr, Lehenrechtsbesitzer und Kreishauptmann des vereinigten Saazer und Elbogener Kreises und des Egerischen Bezirks, verstarb mit 27 Jahren an den Kinderpocken. Seine Mutter Maria Franziska (* 15. Juni 1712 in Wien; anderes Geburtsdatum: 8. Mai 1709; † 20. Dezember 1739 ebenda), war die Tochter des böhmischen Kammerpräsidenten und Statthalters Graf Leopold von Sternberg (1680–1745). Seine Schwester war:
- Eleonore von Clary und Aldringen (* 28. September 1733; † 15. Februar 1803 in Prag) war mit dem späteren Appellationspräsidenten Graf Johann Wenzel von Sporck verheiratet.

Weil sein Vater bei seiner Geburt bereits verstorben und seine Mutter verstarb, als er drei Jahre alt war, kam er zur weiteren Erziehung zu seinem Großonkel Graf Philipp von Clary, der jedoch auch kurz darauf starb, sodass er zu seinem Großvater Graf Franz Leopold Leopold von Sternberg (1681–1745) kam.
Seinen ersten Unterricht erhielt Leopold von Clary und Aldringen durch den Piaristen Lambert Agadoni und kam 1748 an das Theresianum nach Wien, dort waren seine Lehrer Josef Khell von Khellburg und Erasmus Fröhlich.
1746 übernahm er das Schloss Dobritschan.
Nach seiner Disputation wurde er zum Dr. jur. am 2. September 1753 ernannt und empfing aus den Händen des Oberstkämmerers Johann Joseph von Khevenhüller-Metsch eine goldene Kette.
Nachdem er 1754 das Theresianum verlassen hatte, stellte ihn die Kaiserin als Rat bei der königlich-böhmischen Appellationskammer an, dort wurde er am 12. November 1754 auf der Herrenbank (Bank der Adligen bei Gerichten, in denen bürgerliche und adlige Räte je für sich abgesonderte Sitzreihen einnahmen) eingeführt. 1759 wurde er Lehensreferendar und war in verschiedenen Kommissionen Beisitzer. 1763 erfolgte seine Ernennung zum Gubernialrat.
Aufgrund seiner Verdienste wegen der Unmittelbarkeit der Aichischen Ritterschaft ernannte ihn die Kaiserin am 9. April 1767 zum königlichen Burggrafen in Eger und zum Wirklichen Geheimrat.
Im Jahre 1769 wurde er als königlicher Thesaurarius nach Hermannstadt in Siebenbürgen befördert und trat 1770 sein Amt an; in dieser Würde verblieb er bis zum Jahre 1772, bis er im Juli zum obersten Landrichter, und im Mai 1773 zum obersten Landkämmerer des Markgrafschaft Mähren ernannt wurde.
Am 7. Mai 1776 wurde er als Vizekanzler in die böhmisch-österreichische Hofkanzlei berufen und am 10. Mai 1780 beförderte ihn Maria Theresia zum 2. Präsidenten bei der obersten Justizstelle; nachdem 1791 Graf Christian August von Seilern in den Ruhestand ging, erhielt Leopold von Clary und Aldringen das Amt des obersten Justizpräsidenten.
Während des Vorrückens der französischen Armee im Frühjahr 1797 auf Wien zu, wurde befürchtet, dass die oberste Justizstelle in ihrer Tätigkeit, auch bezüglich der Reichsteile, die nicht unmittelbar vom Krieg betroffen waren, gehemmt werden könnte. Aus diesem Grund wurde Leopold von Clary und Aldringen als oberster Justizpräsident mit sechs Räten, nach Prag beordert, um von dort aus die Justizverwaltung für Böhmen, Mähren, Schlesien und Ost- und Westgalizien aufrechtzuerhalten.
Franz II. ernannte ihn zum Justizminister und zum Präsidenten der Geheimen Hofkommission in Angelegenheiten des Hochverrates und später zum Präsidenten der Hofkommission in Gesetzgebungsangelegenheiten.
Leopold von Clary und Aldringen war in erster Ehe mit Emanuela Maria Marie (* 18. Dezember 1732; † 1761), Tochter von Graf Franz Karl I. Wratislav von Mitrowitz und Schönfeld (1696–1759), verheiratet; gemeinsam hatten sie zwei Töchter:
- Marie Christina von Clary- und Aldringen (* 31. Dezember 1758; † 1820), verheiratet mit Freiherr Rudolf Josef von Hackelberg und Landau (1764–1830);
- Emanuele Marie von Clary und Aldringen (* 18. März 1760; † 26. August 1838), verheiratet in 1. Ehe mit Graf Johann Karl von Kulhanek (* um 1761, † 1794 in Prag)[1], Hauptmann im Graf O’Donnellschen Freicorps und in 2. Ehe mit Freiherr Albert von Malowetz[2].

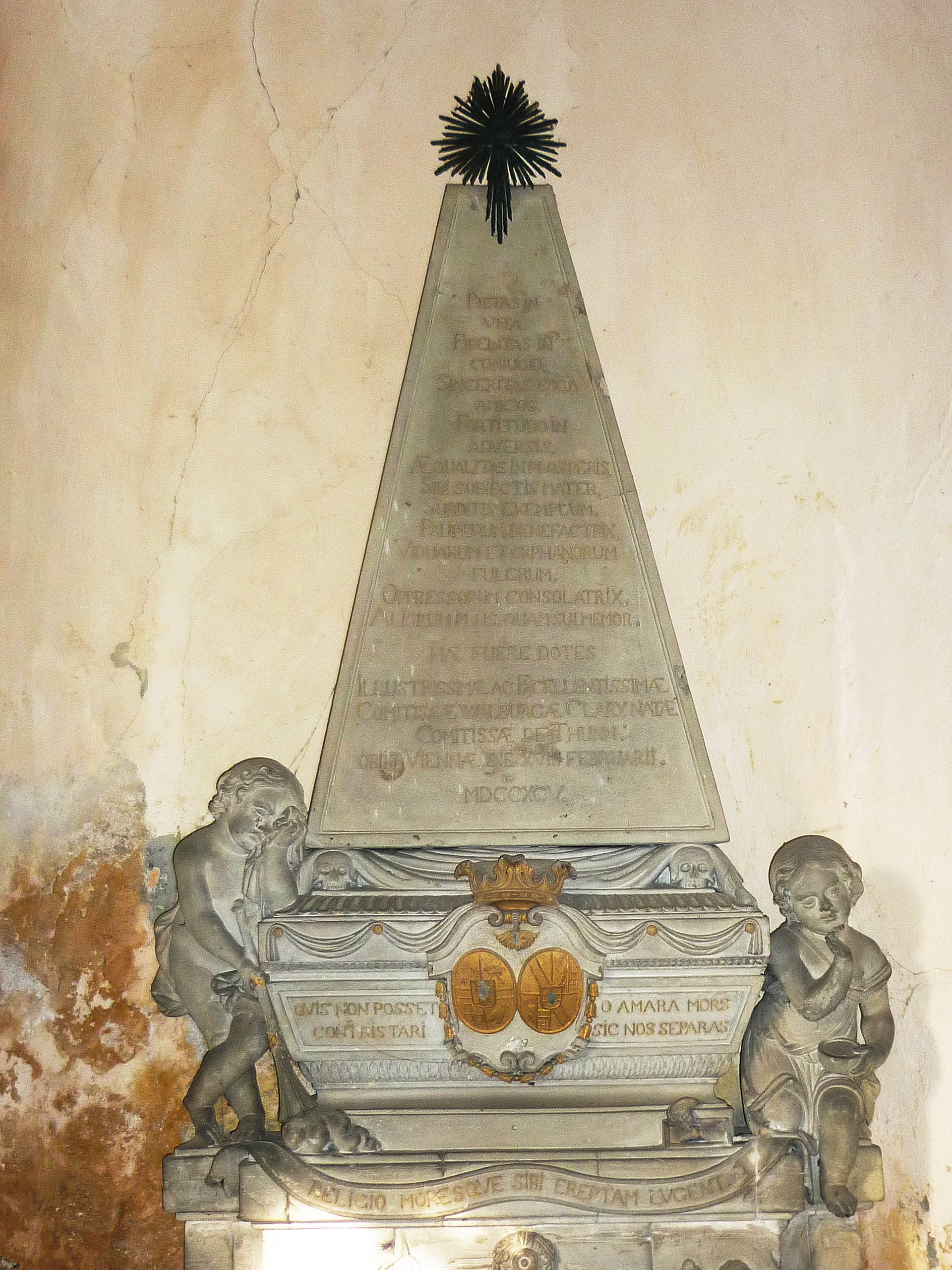
Grabmal von Maria Walburga Josepha von Clary und Aldringen in der Wallfahrtskirche in Liebeschitz in Böhmen

In zweiter Ehe heiratete er Maria Walburga Josepha (* 1. September 1743; † 18. Februar 1795), Tochter von Graf Jan Josef František Antonín Joseph Anton von Thun und Hohenstein (1711–1788), für den Wolfgang Amadeus Mozart seine 36. Sinfonie schrieb; ihre Kinder waren:
- Leopold Joseph Peter von Clary und Aldringen (* 30. August 1766; † 25. Juni 1809[3] in Komorn);
- Karl Franz Hieronymus von Clary und Aldringen (* 19. Januar 1774; † unbekannt);
- Adalbert Wenzel von Clary und Aldringen (* 23. Dezember 1778; † 1809) verheiratet mit Amália (* 15. Juli 1778 in Brno; † 14. Dezember 1838 in Wien), Tochter von Franz Nádasdy von Fogarasföld (1745–1802).

## Auszeichnungen
- 1755 erfolgte seine Ernennung zum Kammerherrn.

## Schriften (Auswahl)
- Tentamen historicum de titulo Imperatoris Romani qui Carolo M. etiam ex pacto cum Graecis Imperatoribus accessisse vulgo creditur. Vienna, 1753.
- Plutarchus redivivus seu comparatio virorum illustrium Plutarchi methodo scripta. Pragae 1755.
- Plutarchus redivivus, d. i. wiederlebender Plutarch oder Lebensbeschreibung berühmter Männer auf Plutarchs Art. Pragae, 1765.